# Альтьери, Ольга Александровна
Ольга Александровна Альтьери (урожд. Кантакузен; 1843 — после 1930) — писательница.
Дочь отставного капитана Александра Николаевича Кантакузена родилась 13 (25) ноября 1843 года. Её мать — Мария Ивановна, урождённая баронесса Рено — дочь почётного гражданина Одессы. Дед Ольги, генерал-майор Николай Родионович Кантакузен, умер за два года до рождения внучки. Семья жила в Одессе, в доме Кантакузенов.
В 1857 году, когда Ольге было 14 лет, умер отец и спустя год мать отправилась путешествовать по Европе. В Париже она близко сошлась с хозяйкой модного салона, принцессой Матильдой Бонапарт, дочерью младшего брата Наполеона, Жерома. Здесь, в 1862 году она познакомилась с графом Ньверкерком, который влюбился в Ольгу. В 1872 году граф купил в Италии виллу XVI века, где поселился сам, и пригласил сюда всю семью Кантакузенов.
Граф Ньеверкерке нашёл Ольге достойного жениха и в 1876 году она вышла замуж за представителя древнего итальянского рода князя Лоренцо Альтьери (1829—1899). В конце 1870-х — начале 1880-х годов Ольга с мужем много путешествовали, бывали в Европе, Азии, Австралии, Америке. Ольга Альтьери впечатления от увиденного стала заносить в дневник. Выяснилось, что у неё есть литературные способности. Одна за другой стали выходить книги с её рассказами: «Тетя Агния. На заре моей жизни» (1878), «Обман Сабины» (1881), «Снежный цветок» (1885), «Ирина» (1886), «Вечерние сказки» (1888), «Радна, или большой заговор 1881 года» (1887), «Последние иллюзии» (1894), «Мое индийское лето» (1894), «Ответственность» (1897) и другие. Многие из них были переизданы, но на русский язык ничего не переведено по сей день.